# Isopyrum occidentale
Isopyrum occidentale là một loài thực vật có hoa trong họ Mao lương. Loài này được Hook. & Arn. mô tả khoa học đầu tiên năm 1838.